# Mayans M.C. (4.ª temporada)
A quarta temporada de Mayans M.C., uma série de televisão de drama policial produzida pela FX, estreou nos Estados Unidos em 19 de abril de 2022 e terminou em 14 de junho de 2022, consistindo em 10 episódios. A série foi criada por Kurt Sutter e Elgin James e se passa no mesmo universo fictício de Sons of Anarchy. Ela lida com os rivais dos Sons, o Mayans Motorcycle Club.

## Elenco e personagens

### Principais
- J. D. Pardo como Ezekiel "EZ" Reyes, um membro do Mayans M.C. de Santo Padre e irmão do membro do clube Angel Reyes. Ele é promovido a vice-presidente e termina a temporada como presidente.
- Clayton Cardenas como Angel Reyes, o irmão de EZ e Él Secretario do Mayans M.C. de Santo Padre.
- Sarah Bolger como Emily Thomas, a namorada de infância de EZ, que agora é casada com Miguel Galindo e mãe de seu filho pequeno. Ela abandonou Miguel depois que ele tentou matá-la.
- Michael Irby como Obispo "Bishop" Losa, o presidente do Mayans M.C. de Santo Padre. Ele é rebaixado a vice-presidente após o tiroteio na estreia da temporada, mas Alvarez o rebaixa mais tarde em "Self Portrait in a Blue Bathroom".
- Carla Baratta como Adelita, que quando criança viu sua família morrer nas mãos do Cartel Galindo. Ela tem um filho com Angel Reyes.
- Richard Cabral como Johnny "El Coco" Cruz, um membro do Mayans M.C. que foi expulso devido aos seus hábitos com drogas na 3ª temporada, mas teve outra chance e foi colocado em liberdade condicional.
- Raoul Trujillo como Che "Taza" Romero, o vice-presidente do Mayans M.C. de Santo Padre, mas perdeu seu posto durante o salto de quatro meses entre o primeiro e o segundo episódio.
- Danny Pino como Miguel Galindo, o filho do fundador do Cartel Galindo, José Galindo.
- Edward James Olmos como Felipe Reyes, o outrora forte patriarca mexicano e pai de Angel e EZ.
- Emilio Rivera como Marcus Alvarez, o ex-assessor de Miguel Galindo, ex-presidente do Mayans M.C. de Oakland e presidente nacional dos Mayans M.C. Ele também é primo de Bishop.
- Frankie Loyal como Hank "El Tranq" Loza, o ex-lutador e El Pacificador (Sgt-de-Armas) do Mayans M.C. de Santo Padre.
- Joseph Lucero como Neron "Creeper" Vargas, um ex-viciado de Los Angeles e Capitan Del Camino (Capitão-de-Estrada) do Mayans M.C. de Santo Padre.
- Vincent Vargas como Gilberto "Gilly" Lopez, um ex-guarda florestal do Exército dos EUA e um lutador de artes marciais mistas (MMA) de boa índole e um membro do Mayans M.C. de Santo Padre. Ele é colocado em liberdade condicional por estar desaparecido - ele estava resgatando Coco - quando a Guerra Civil Mayan aconteceu.

### Convidados especiais
- Manny Montana como Manny, um membro do Mayans M.C. de Yuma que faz amizade com EZ.
- Kim Coates como Alex "Tig" Trager, o vice-presidente do SAMCRO, reprisando seu papel em Sons of Anarchy.

### Recorrentes
- Gino Vento como Nestor Oceteva, o chefe de segurança do Cartel Galindo e amigo de infância de Miguel, que mais tarde se torna um prospect do Mayans M.C. de Santo Padre.
- Emily Tosta como Leticia Cruz, a filha de Coco que foi criada por sua avó, Celia, durante a maior parte de sua vida acreditando que ela era sua irmã mais nova.
- Jimmy Gonzales como Canche, o presidente do Mayans M.C. de Yuma e um dos três Reis dos Mayans M.C.
- Vanessa Giselle como Hope, uma viciada em heroína que mantém um relacionamento próximo com Coco. Ela também é membro da comunidade de drogas de Isaac em Meth Mountain.
- Justina Adorno como Stephanie, também conhecida como "Nails", uma das bartenders da sede do clube do Mayans M.C. de Santo Padre. Mais tarde, ela fica noiva de Angel após um caso recorrente com ele.
- Grace Rizzo como Jess, uma das garçonetes da sede do clube do Mayans M.C. de Santo Padre, cuja irmã, Jazmine, é próxima de um membro do SAMDINO.
- Patricia de Leon como Diana Alvarez, a esposa de Marcus Alvarez que vive em Santo Padre com ele e seus filhos.[a]
- Holland Roden como Erin Thomas, a irmã mais nova de Emily Galindo, que se muda para Santo Padre para morar com ela e se reconectar.
- Greg Vrotsos como Terry, o vice-presidente do SAMDINO que pretende iniciar uma guerra com os Mayans.
- Guillermo Garcia como Ignacio, mais conhecido como "El Banquero" (O Banqueiro), o líder da Lobos Nueva Generación (LNG), uma organização radical composta pelos remanescentes do Lobos Sonora, que foram derrotados anteriormente pelo Cartel Galindo sob Jose Galindo.
- Andrea Cortés como Sofia, uma funcionária de um abrigo de animais que ajuda EZ a adotar uma cadela, Sally.
- Stella Maeve como Kody, uma ex-viciada que faz amizade com Creeper em uma reunião de NA.
- Greg Serano como Jay-Jay, um ex-presidiário com quem EZ foi associado enquanto estava na prisão.
- CM Punk como Paul, um ex-guarda-florestal do Exército dos EUA e amigo íntimo de Gilly.[2]
- Sulem Calderon como Gabriela "Gaby" Castillo, a namorada de EZ até que ela o deixa para se mudar para Lodi para frequentar a escola de enfermagem.
- Julia Belanova como Sasha, uma das punks da sarjeta que vem ao Santo Padre em busca da Meth Mountain.

### Convidada
- Efrat Dor como Anna Linares, uma agente do governo que trabalha com Lincoln Potter na investigação do Mayans M.C. e Los Olvidados.

## Episódios
| N.º na série | N.º na temp. | Título                                                                                               | Dirigido por     | Escrito por                        | Exibição original   | Cód. de produção | Audiência (milhões) |
| ------------ | ------------ | --- | ---------------- | ---------------------------------- | ------------------- | ---------------- | ------------------- |
| 31           | 1            | "Cleansing of the Temple" "(Purificação do Templo)" (BR)                                             | Elgin James      | Elgin James                        | 19 de abril de 2022 | 4WBD01           | 0.68                |
| 32           | 2            | "Hymn Among Ruins" "(Hino entre As Ruínas)" (BR)                                                     | Elgin James      | Debra Moore Muñoz                  | 19 de abril de 2022 | 4WBD02           | 0.56                |
| 33           | 3            | "Self Portrait in a Blue Bathroom" "(Autorretrato em um Banheiro Azul)" (BR)                         | Brett Dos Santos | Gerald Cuesta                      | 26 de abril de 2022 | 4WBD03           | 0.51                |
| 34           | 4            | "A Crow Flew By" "(Um Corvo Passou)" (BR)                                                            | Michael D. Olmos | Sara Price                         | 3 de maio de 2022   | 4WBD04           | 0.54                |
| 35           | 5            | "Death of the Virgin" "(A Morte da Virgem)" (BR)                                                     | Elgin James      | Sean Clayton Varela                | 10 de maio de 2022  | 4WBD05           | 0.52                |
| 36           | 6            | "When I Die, I Want Your Hands on my Eyes" "(Quando Eu Morrer, Quero Suas Mãos Nos Meus Olhos)" (BR) | Melissa Hickey   | Elba Román-Morales                 | 17 de maio de 2022  | 4WBD06           | 0.60                |
| 37           | 7            | "Dialogue with the Mirror" "(Diálogo com o Espelho)" (BR)                                            | Elgin James      | Debra Moore Muñoz & Richard Cabral | 24 de maio de 2022  | 4WBD07           | 0.63                |
| 38           | 8            | "The Righteous Wrath of an Honorable Man" "(A Ira Justa de um Homem Honrado)" (BR)                   | Danny Pino       | Debra Moore Muñoz                  | 31 de maio de 2022  | 4WBD08           | 0.64                |
| 39           | 9            | "The Calling of Saint Matthew" "(O Chamado de São Mateus)" (BR)                                      | Brett Dos Santos | Gerald Cuesta & Sara Price         | 7 de junho de 2022  | 4WBD09           | 0.77                |
| 40           | 10           | "When the Breakdown Hit at Midnight" "(Quando o Colapso Chega à Meia-Noite)" (BR)                    | Elgin James      | Elgin James & Sean Varela          | 14 de junho de 2022 | 4WBD10           | 0.62                |

## Produção
Em maio de 2021, a série foi renovada para uma quarta temporada, que estreou em 19 de abril de 2022.
A temporada é distribuída pela Disney-ABC Domestic Television.